# Podbrežje (Zenica, BiH)
Podbrežje je naseljeno mjesto u sastavu općine Zenica, Federacija Bosne i Hercegovine, BiH. Gradišće kao samostalno naseljeno mjesto postojalo je do popisa 1991. godine.

## Povijest
U Podbriježju su nađeni ostatci antičkog naselja i komunikacija.
U selu je bio stožer HVO-a. Prilikom napada Armije BiH na ovo selo s hrvatskim stanovništvom, nekadašnji stožer HVO-a postao je središte mudžahedinskih jedinica. U Vatrostalnom Podbrežje bio je logor[Koji logor? Može poveznica na članak o logoru?] gdje je Armija BiH držala zarobljeno hrvatsko i srpsko stanovništvo.

## Gospodarstvo
Istočno od Podbrežja su pogoni Željezare Zenica.

## Kultura
Jedna mala kapelica nalazi se u Podbrežju sa slikom sv. Roka koju je izradio Lj. Perčinlić.
Katolička kapela nalazi se kod groblja. Pripadaju župi sv. Ilije. 
U bošnjačko-hrvatskom sukobu, dana 14. svibnja 1993. oštećena je kapela, a groblje oskvrnuto.
U južnom dijelu Podbrežja je zaseok Križ.